# Wiehl
Wiehl is een stad en gemeente in de Duitse deelstaat Noordrijn-Westfalen, gelegen in het Oberbergischer Kreis. De gemeente Wiehl telt 25.199 inwoners (31 december 2020) op een oppervlakte van 53,27 km².

## Afbeeldingen

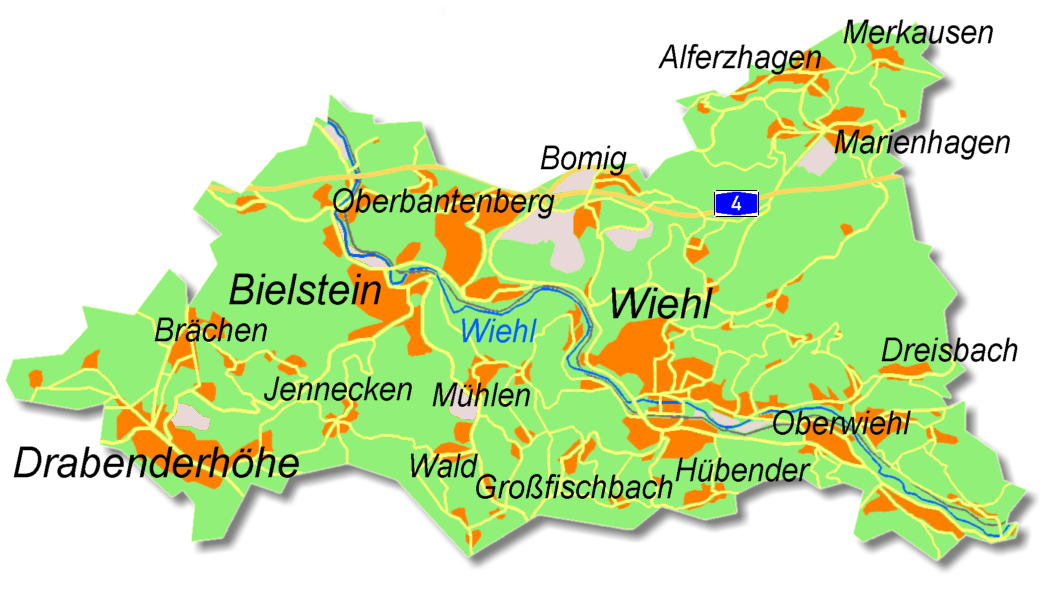
Ortsteile van Wiehl
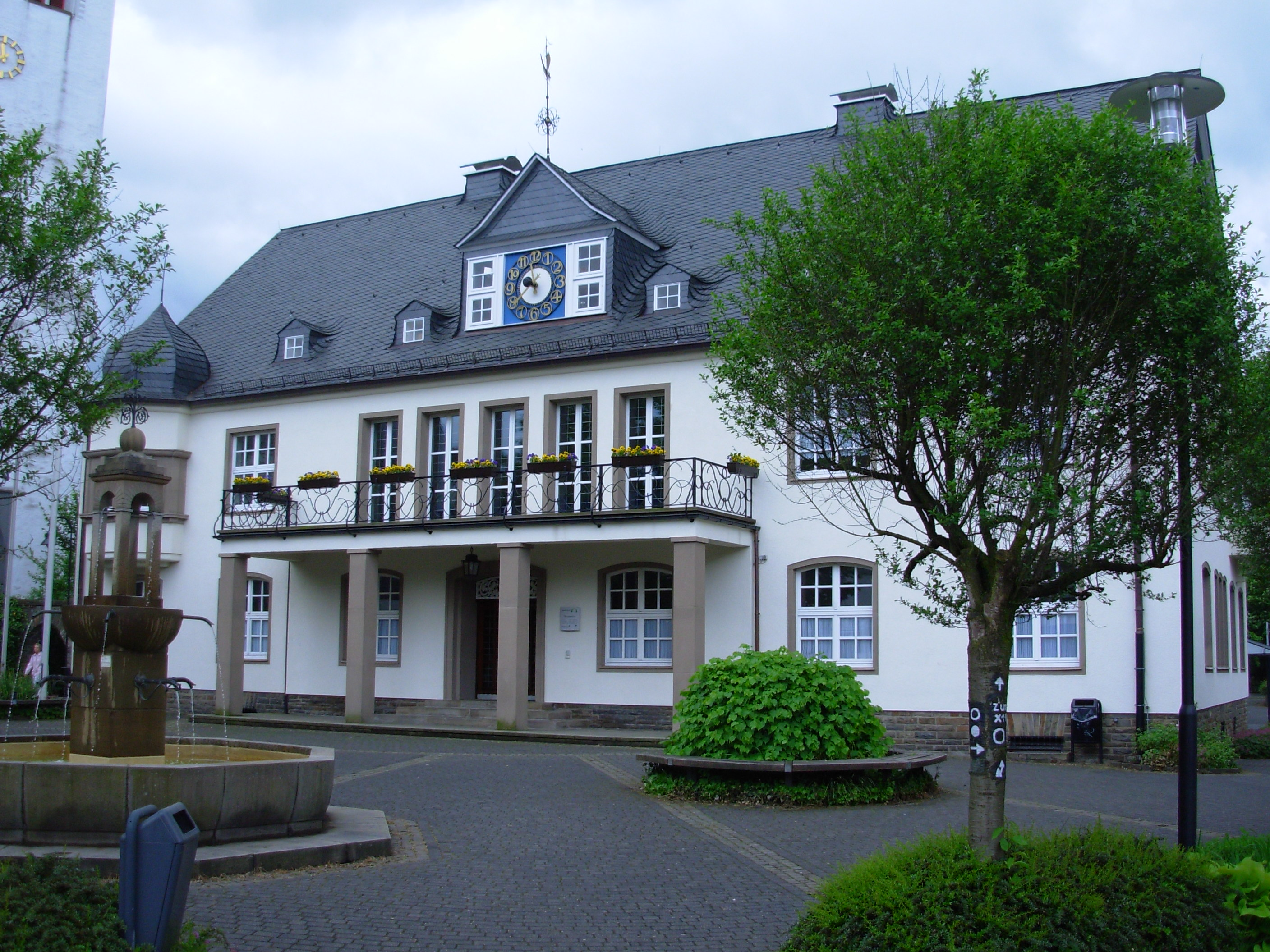
Gemeentehuis
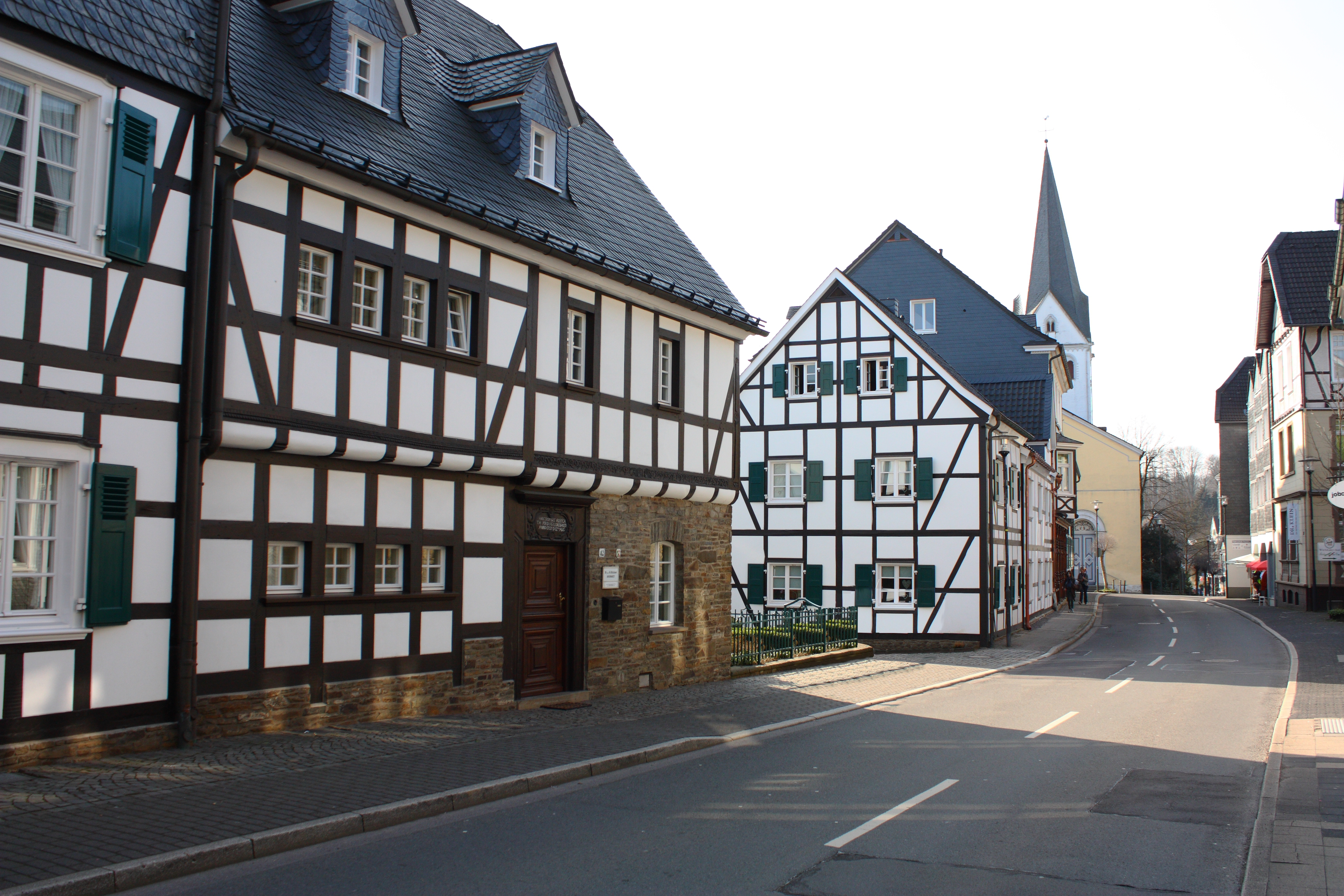
Hauptstraße
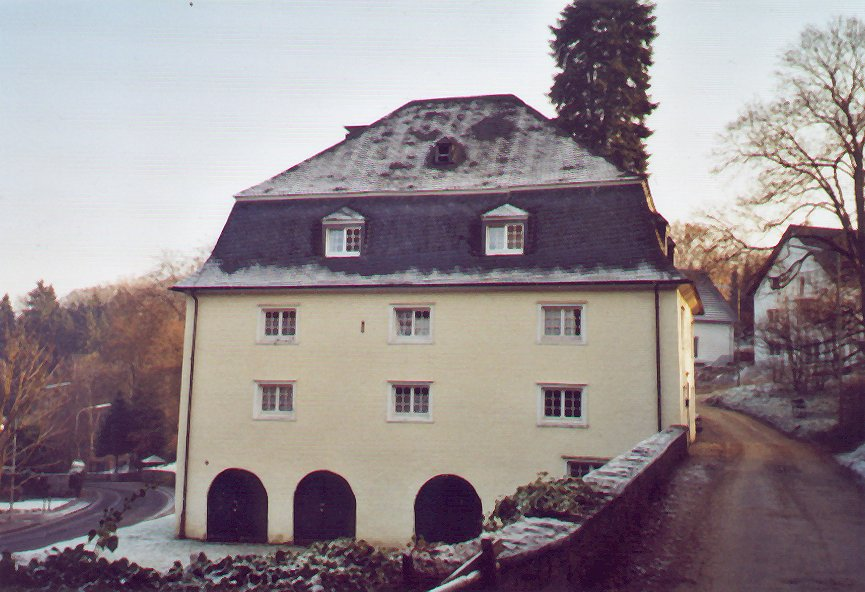
Burg Bielstein (2004)
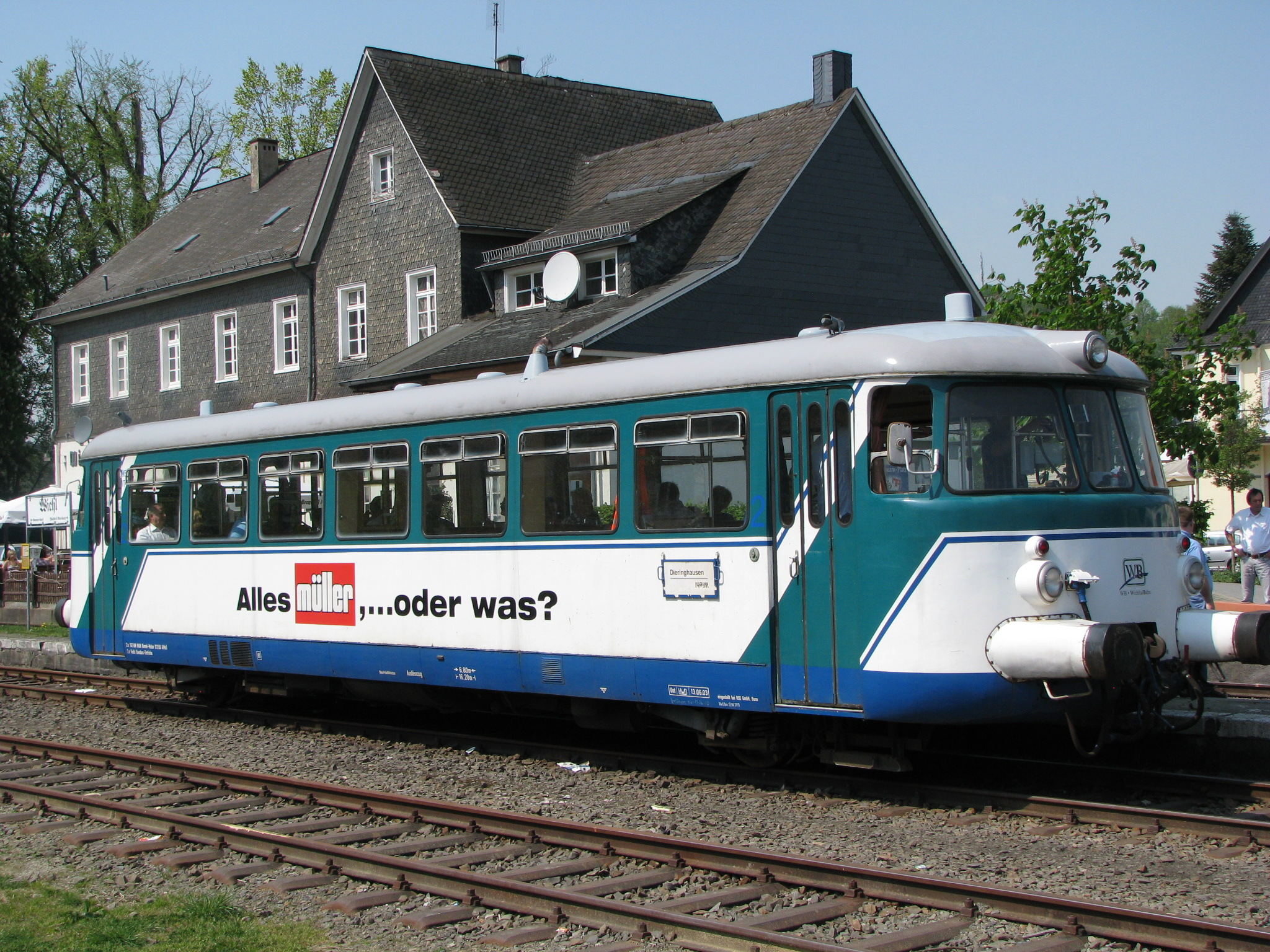
Station Wiehl met railbus (2011)

Bergneustadt · Engelskirchen · Gummersbach · Hückeswagen · Lindlar · Marienheide · Morsbach · Nümbrecht · Radevormwald · Reichshof · Waldbröl · Wiehl · Wipperfürth